# 沙梅拉
沙梅拉（法語：Chameyrat，法語發音：[ʃameʁa]）是法国科雷兹省的一个市镇，位于该省中西部，属于蒂勒区。

## 地理
沙梅拉（45°14'3"N, 1°41'53"E）面积18.95 平方千米，位于法国新阿基坦大区科雷兹省，该省份为法国中南部省份，北起上维埃纳省和克勒兹省，西接多爾多涅省，南至洛特省，东临多姆山省和康塔爾省。
与沙梅拉接壤的市镇（或旧市镇、城区）包括：科尔尼勒、法瓦尔、纳沃、圣福蒂纳德、圣伊莱尔佩鲁、圣梅克桑、蒂勒。

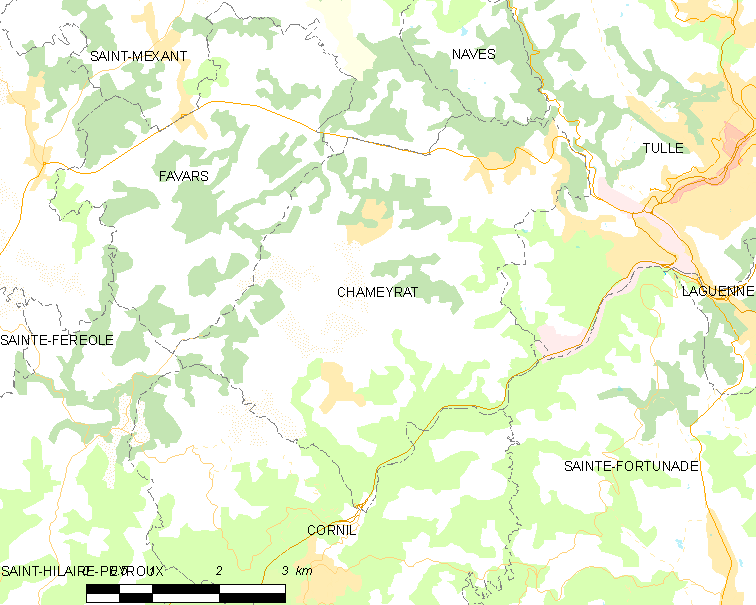
沙梅拉的OSM定位图

沙梅拉的时区为UTC+01:00、UTC+02:00（夏令时）。

## 行政
沙梅拉的邮政编码为19330，INSEE市镇编码为19038。

## 政治
沙梅拉所属的省级选区为纳沃县。

## 人口

1962-2008年间沙梅拉人口变化图示

沙梅拉于2022年1月1日时的人口数量为1492人。